# Optimum power calibration
Optimum Power Calibration (OPC) es una función de las grabadoras de discos ópticos (CD, DVD, etc). La función OPC es invocada al inicio del proceso de grabación para determinar la intensidad apropiada del rayo láser al momento de grabar. Para lograr esto la grabadora, antes de comenzar la grabación, escribe en una zona del disco especialmente reservada para ello denominada Power Calibration Area (PCA), luego calcula la reflectividad en esa área y realiza los ajustes correspondientes a la intensidad del láser.
Existen versiones más sofisticadas, como Active OPC o Running OPC, que consisten en invocar la función OPC en tiempo real conforme transcurre el proceso de quemado, lo que —en teoría— resulta en una mejor calidad de grabación.